# Galleria Doria Pamphilj

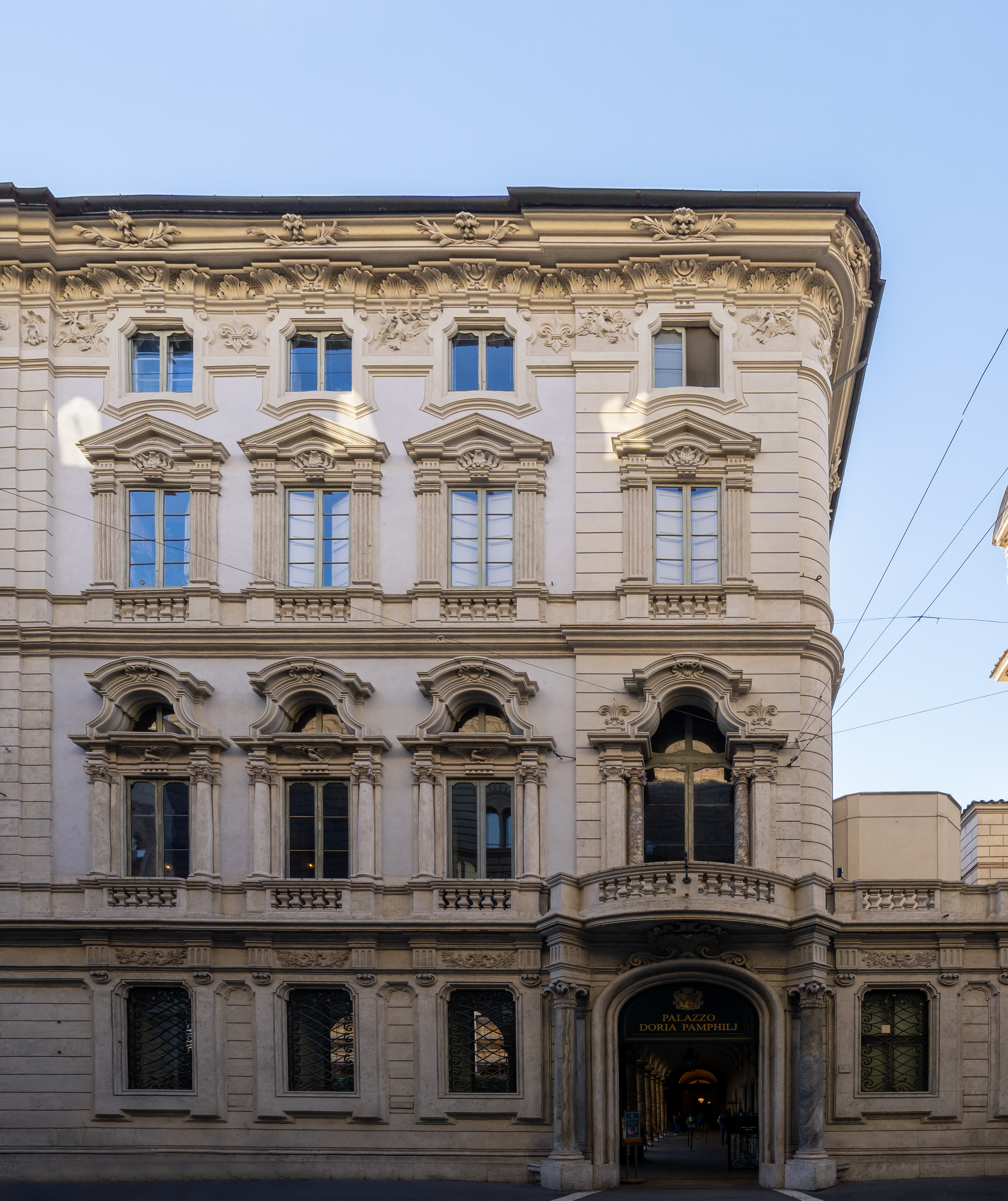
Galleria Doria Pamphilj

De Galleria Doria Pamphilj is een museum in de Italiaanse stad Rome gelegen aan de Via del Corso. Het museum is gevestigd in het paleis van de familie Doria (die er nog steeds woont) en exposeert voornamelijk schilderijen.

## Kunstwerken
Het museum is bekend vanwege de vele meesterwerken van onder andere Caravaggio, Velázquez en Titiaan. Daarnaast zijn er ook werken van Roelant Savery, Hendrick van Balen, David Teniers II, Quentin Massijs, Arnold Frans Rubens, Paul Bril, François Duquesnoy, Johannes Hermans, Jan Frans van Bredael, Herri met de Bles, Jan Brueghel I, Joos de Momper, Hendrick Frans van Lint, David Rijckaert III, Vincent Adriaenssen, Rubens, Pauwels Franck, Hans Memling, Pieter Brueghel de Oude, Jan Joost van Cossiau en Sebastiaan Vrancx te zien.

## Galerij

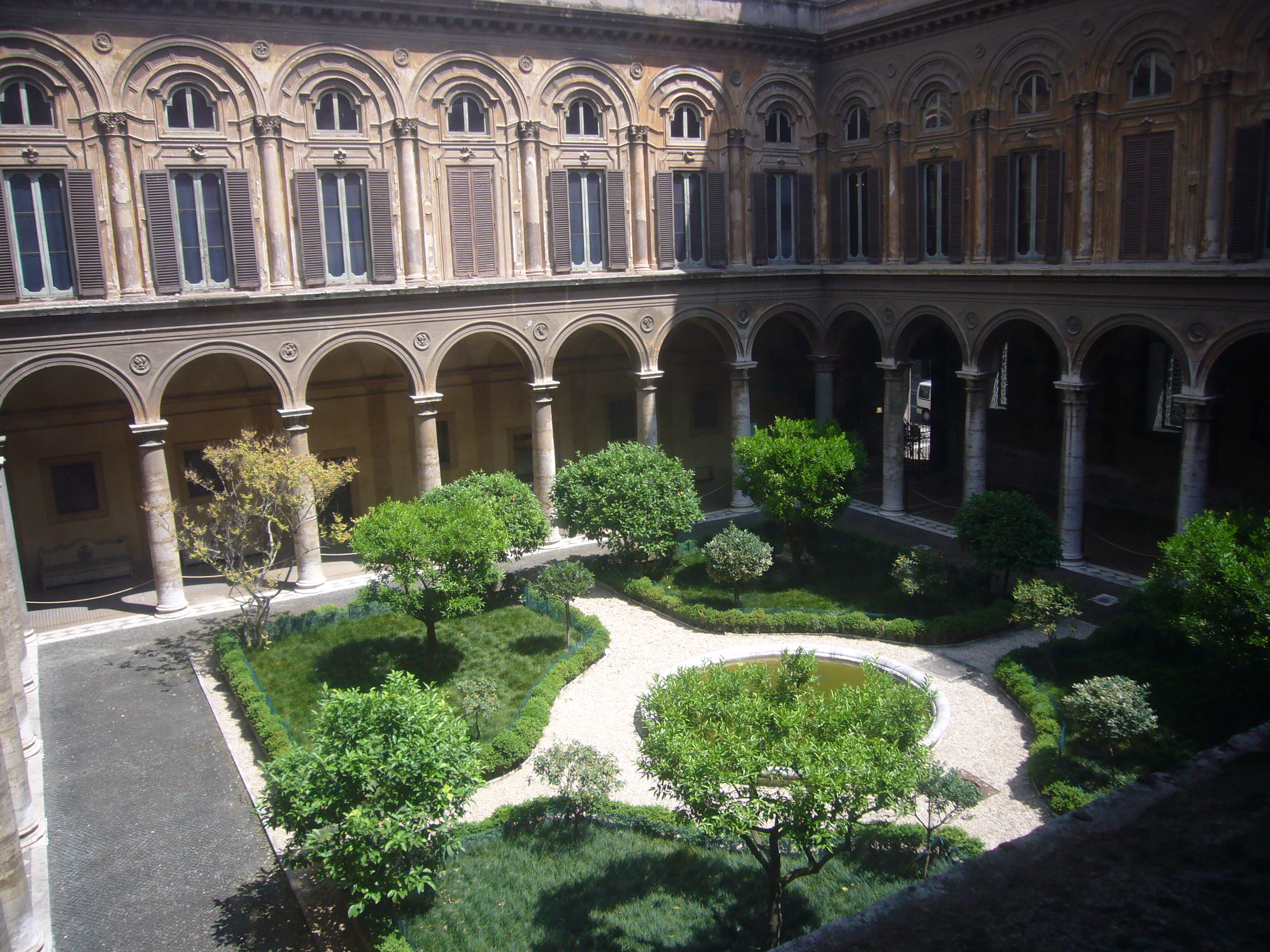
Tuin
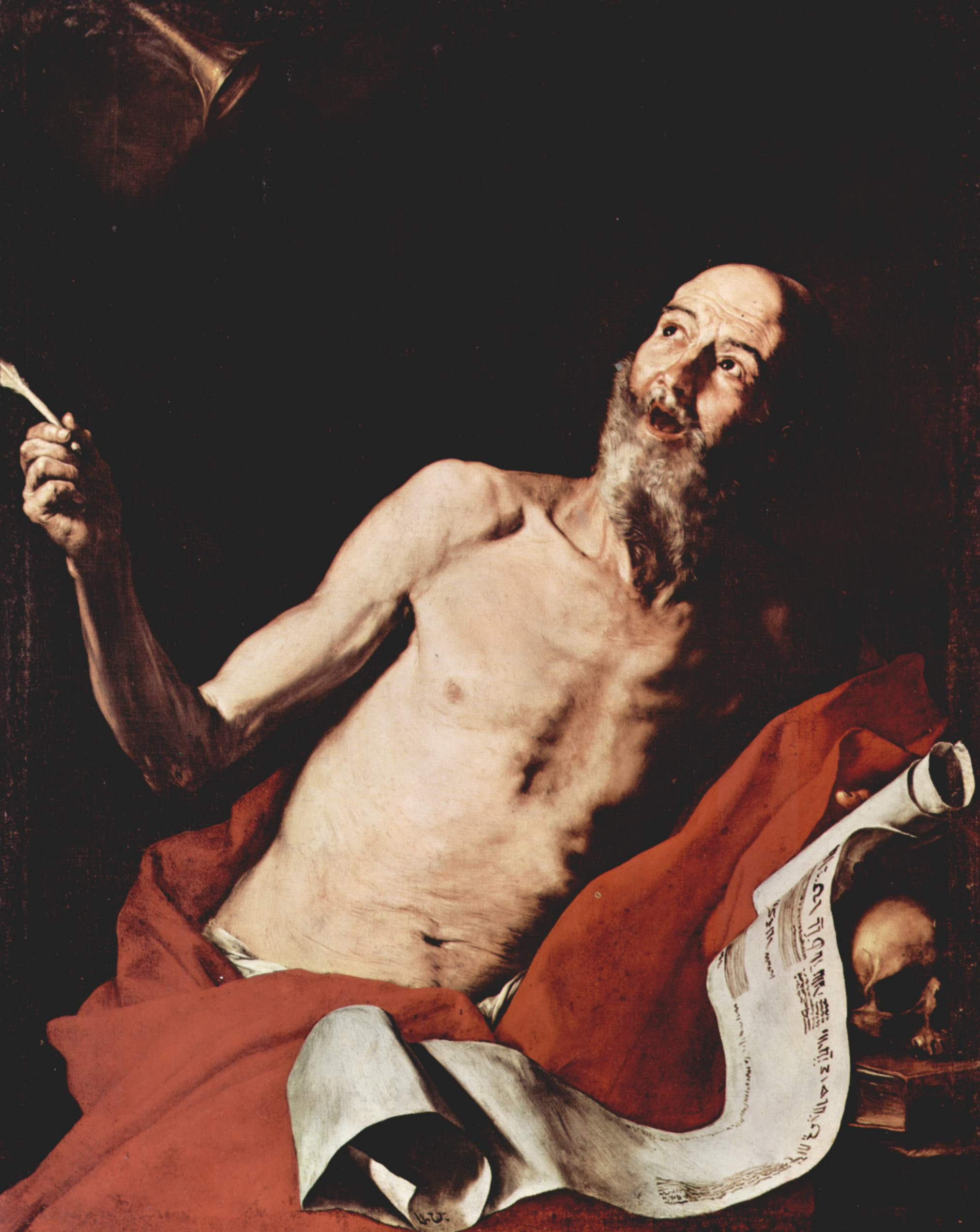
Hiëronyus van José de Ribera
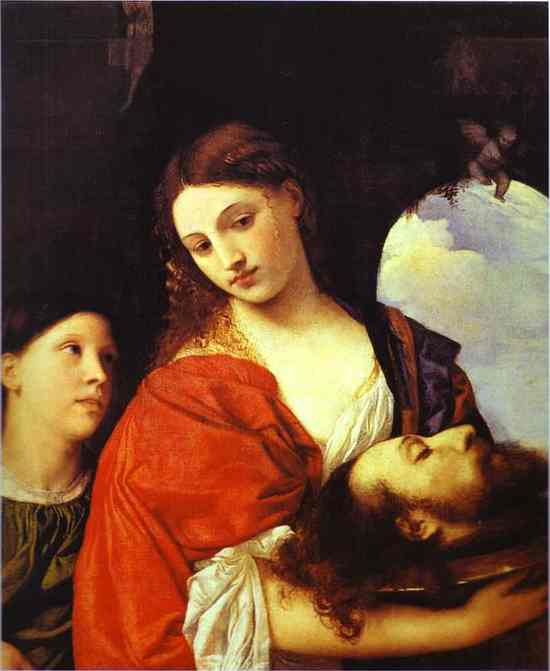
Salome van Titiaan